# Sonar per sottomarini classe Sauro

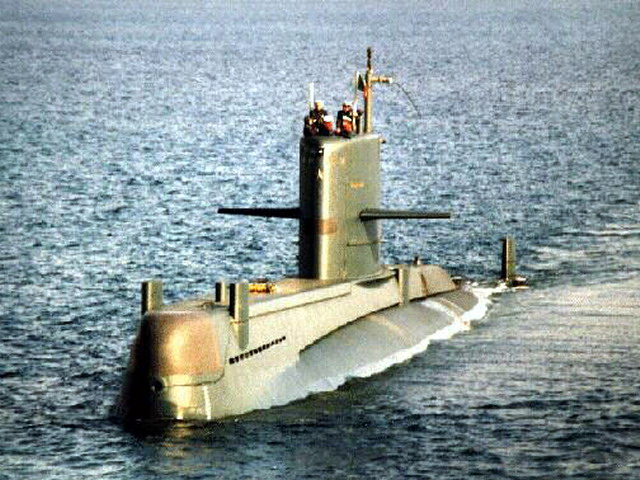
Sottomarino Sauro; in vista le 6 pinne del misuratore passivo della distanza, in alto a prua, di colore diverso dal resto dello scafo, la calotta idrodinamica che copre la base ricevente cilindrica del sonar IPD70S

La navigazione subacquea dei sottomarini classe Sauro è stata possibile grazie agli apparati sonar identificati con la sigla IPD70S, studiati e prodotti negli anni '70 presso i laboratori della Soc. USEA in Pugliola di Lerici (La Spezia); sono stati impiegati per la navigazione dei battelli sin dalla loro entrata in servizio; tali battelli da molti anni non sono più operativi.

## Caratteristiche generali del sistema
I sonar per sottomarini classe Sauro erano formati da due sezioni funzionali:
Parti esterne bagnate per la ricezione e/o trasmissione dei segnali acustici.
Parti interne di elaborazione dati e controllo del sonar. 

### Parti esterne bagnate per la ricezione/trasmissione dei segnali acustici
Le parti bagnate  identificano l'insieme delle basi elettroacustiche del sonar:
- Base idrofonica ricevente in bassa frequenza [3]:

(Tecnologia) 46 idrofoni piezoelettrici a stecca  montati come cortina a proravia del battello -base conforme-.
- Base idrofonica ricetrasmittente in alta frequenza[5]:

(Tecnologia) 360 trasduttori elettroacustici del tipo Tompilz  sulla superficie laterale di un cilindro montato nella parte alta della prua del sottomarino.
- Base idrofonica a media frequenza per misuratore passivo della distanza[8]:

(Tecnologia) 6 pinne a mosaico rettangolare d’idrofoni piezoelettrici a dischetto montati lungo i fianchi superiori dello scafo.)

#### Vista in dettaglio della collocazione delle basi acustiche
In figura sono mostrate, indicativamente e non in scala tra loro, le disposizioni delle tre basi idrofoniche del Sauro.

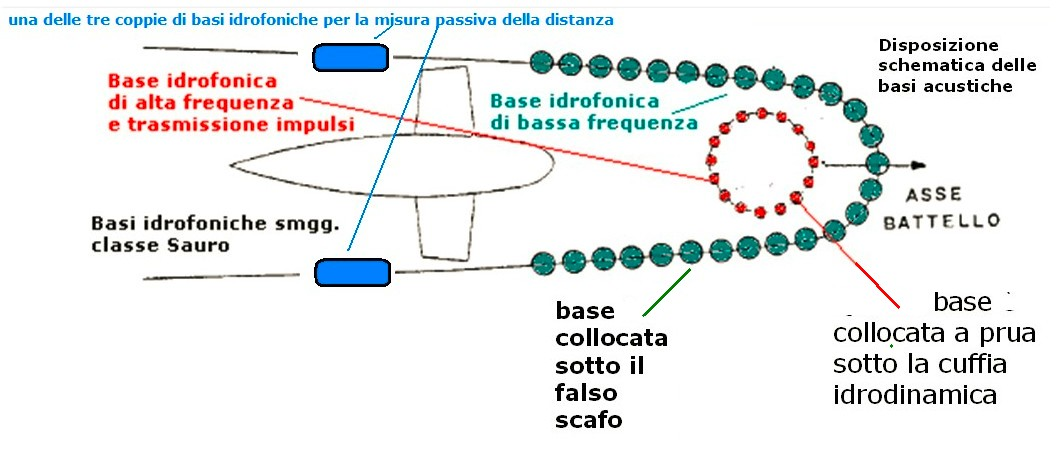
IPD70s -Planimetria non in scala delle basi acustiche

-In colore verde la base idrofonica per la ricezione dei segnali acustici in bassa frequenza collocata sotto il falso scafo del battello,  non è visibile dall'esterno; l'insieme degli idrofoni è detto base conforme . 
-In colore rosso la base cilindrica, sia per la ricezione idrofonica in alta frequenza, sia per la trasmissione, è collocata in alto a prua sotto la cuffia idrodinamica facente parte della prua del sottomarino.
-In colore azzurro una delle tre coppie di basi idrofoniche per la misura della distanza in passivo visibili sopra la struttura del battello .

Una serie di fotografie, non in scala, delle basi acustiche illustrate in precedenza:
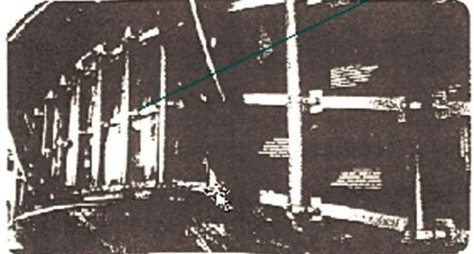
Parte della base conforme vista in assenza della copertura del falso scafo
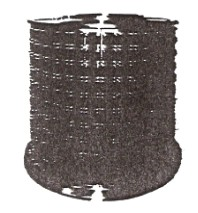
Base circolare di ricezione e trasmissione
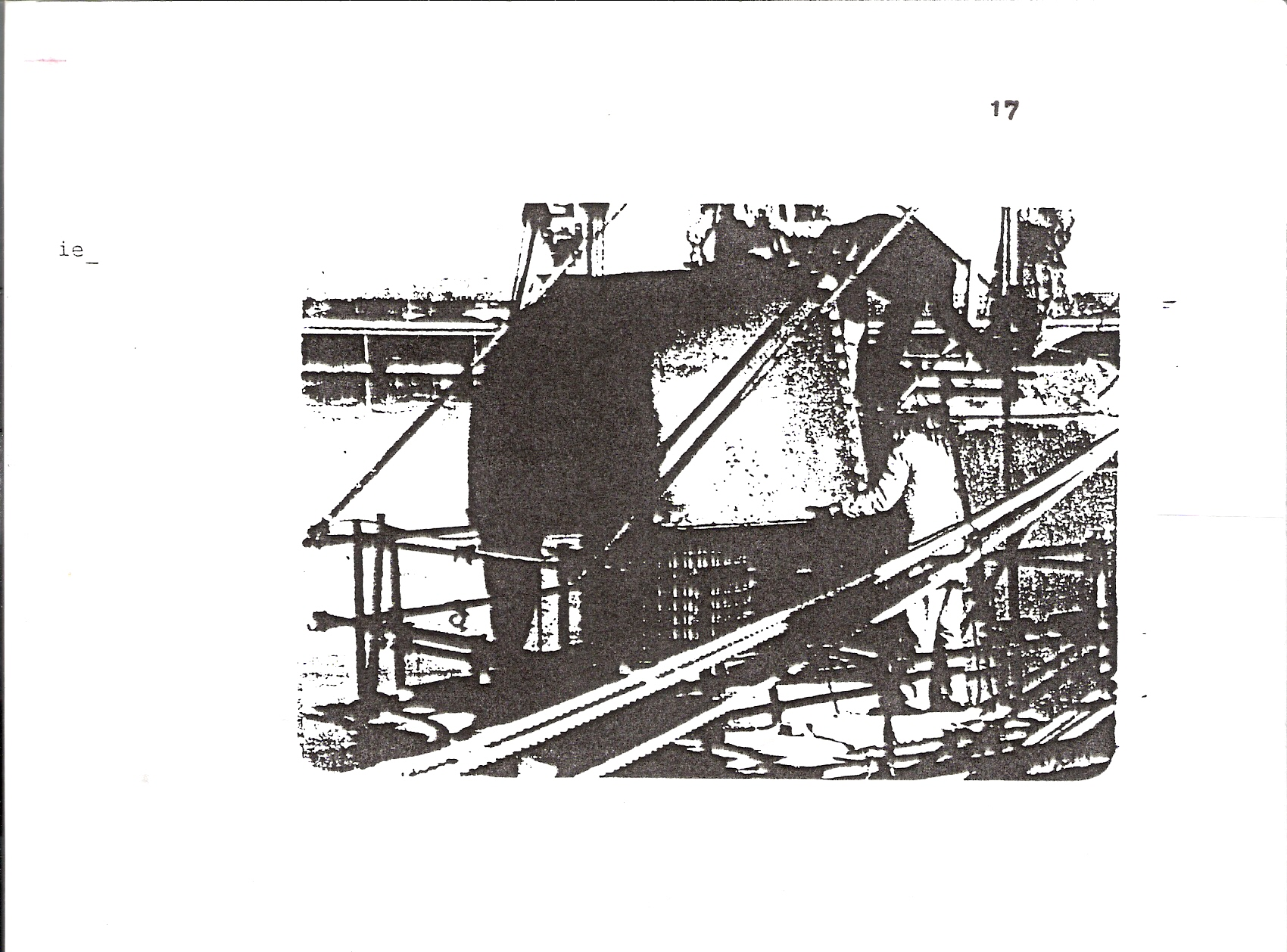
Fase di montaggio della cuffia idrodinamica che copre la base circolare a prua del sottomarino

### Parti interne di elaborazione dei segnali e controllo
Le parti interne sono individuate dalle funzioni:
-Scoperta panoramica dei bersagli attivi in alta frequenza, con presentazione video su di un arco d'orizzonte di {\displaystyle 360}°: 
(Tecnologia): Ricevitori a fasci preformati con rivelatori d'energia.
-Scoperta panoramica  dei bersagli attivi in bassa frequenza, con presentazione video su di un arco d'orizzonte di {\displaystyle \pm 175}°: 
(Tecnologia): Ricevitori a fasci preformati in correlazione .
-Scoperta panoramica dei bersagli passivi in alta frequenza, con presentazione video su di un arco d'orizzonte di {\displaystyle 360}°: (Tecnologia) Ricevitori a fasci preformati con rivelatori d'inviluppo; Trasmissione con impulsi non codificati.
-Scoperta manuale a punteria, ad elevata precisione, dei bersagli attivi e passivi, sia in bassa che in alta frequenza su di un arco d'orizzonte di {\displaystyle 360}°: 
(Tecnologia) Ricevitori audio a banda variabile; Collimazione bersagli con sistemi BDI e RLI in correlazione.
-Misura passiva della distanza dei bersagli attivi (apparato a carattere sperimentale) su di un settore d'orizzonte di {\displaystyle \pm 45}° ai due traversi del sottomarino
-Presentazione video a cascata e tracciatore raggi acustici: 
(Tecnologia) Computer ESA24 (Soc. ELSAG Genova).

#### Vista d'insieme del Sonar
Nella figura, non in scala tra loro, tutti i componenti dell'apparato:

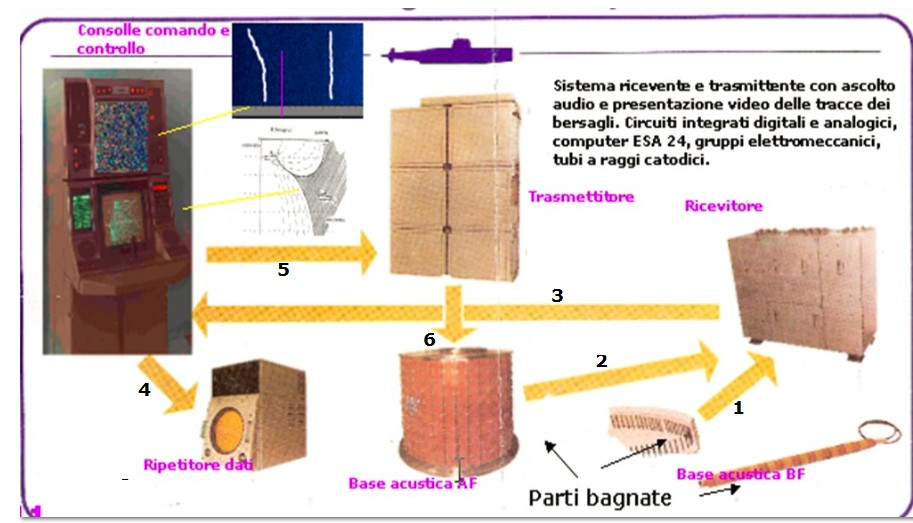
Vista d'insieme Sonar IPD70S

Il percorso dei segnali è indicato con frecce gialle:
-Dalle due basi idrofoniche di bassa ed alta frequenza, conforme e cilindrica, i segnali ricevuti sono inviati al cofano ricevitore, percorsi 1;2.
-I segnali elaborati dal ricevitore sono indirizzati alla consolle di comando e controllo per la loro presentazione video di tipo a cascata, percorso 3.
-La consolle di comando invia i dati elaborati ad un ripetitore video esterno al locale sonar, percorso 4.
-Il trasmettitore, su comando della consolle, percorso 5, invia alla base cilindrica, percorso 6, l'impulso d'emissione per la scoperta dei bersagli passivi.
-Nella parte alta della figura, a sinistra, sono mostrate le immagini che compaiono nello schermo della presentazione video;  la schermata a cascata della presentazione dei bersagli e la schermata per il tracciamento dei percorsi dei raggi acustici.

#### Funzioni all'interno del cofano ricevitore
Il cofano ricevitore, mostrato in figura,  è nominato tricofano per essere formato da tre cofani uniti fra loro  contiene nell'ordine i seguenti blocchi funzionali:

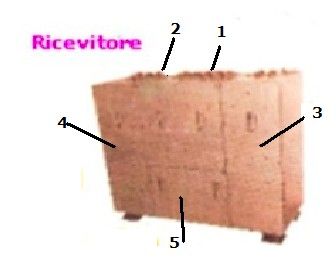
-Tricofano Sonar IPD70S

-(blocco 1) - Preamplificatori equalizzatori dei segnali captati dalla base conforme in bassa frequenza.
-(blocco 2)- Preamplificatori dei segnali captati dalla base circolare in alta frequenza.
-(blocco 3) -Circuiti per la formazione dei fasci preformati di bassa frequenza in correlazione; scoperta panoramica dei bersagli con la base idrofonica conforme.
-(blocco 4)- Circuiti per la formazione dei fasci preformati di alta frequenza con rivelatori d'energia; scoperta panoramica dei bersagli con la base circolare.
-(blocco 5)- Gruppo per la collimazione manuale dei bersagli in bassa ed alta frequenza; scoperta delle sorgenti di rumore con sistema a punteria;  annessi circuiti RLI, BDI, inseguimento automatico.
-Strutture varie di alimentazione, sistemi di sicurezza e interfaccia con la consolle di comando e controllo.

##### I circuiti di preamplificazione presenti nel ricevitore

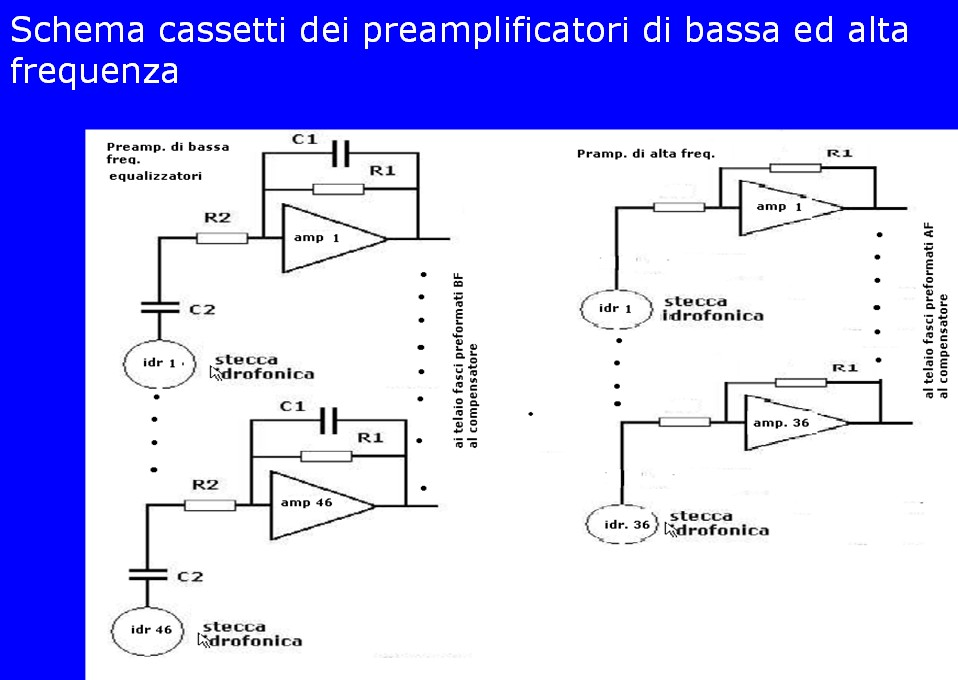
-Preamplificatori IPD70S

Il cassetto dei preamplificatori contiene due gruppi circuitali come in figura:
-Il primo gruppo, a sinistra nel disegno, contiene 46 preamplificatori, uno per ciascun idrofono della base conforme.
Il circuito ha il compito di amplificare i segnali idrofonici di bassa frequenza equalizzandoli in modo che il rumore del mare si presenti allo stesso livello in tutto il campo delle frequenze impiegate.
I 46 segnali d'uscita sono applicati, sia ai circuiti per la formazione fasci in correlazione, sia al sistema di puntamento a punteria in bassa frequenza.
-Il secondo gruppo, a destra nel disegno, contiene 36 preamplificatori, uno per ciascun idrofono della base circolare.
Il circuito ha il compito di amplificare i segnali idrofonici di alta frequenza e adattare l'impedenza delle singole stecche idrofoniche. 
I 36 segnali d'uscita sono applicati, sia ai circuiti per la formazione fasci con rivelatori d'energia, sia al sistema di puntamento a punteria in alta frequenza.

##### Il complesso fasci preformati di bassa frequenza

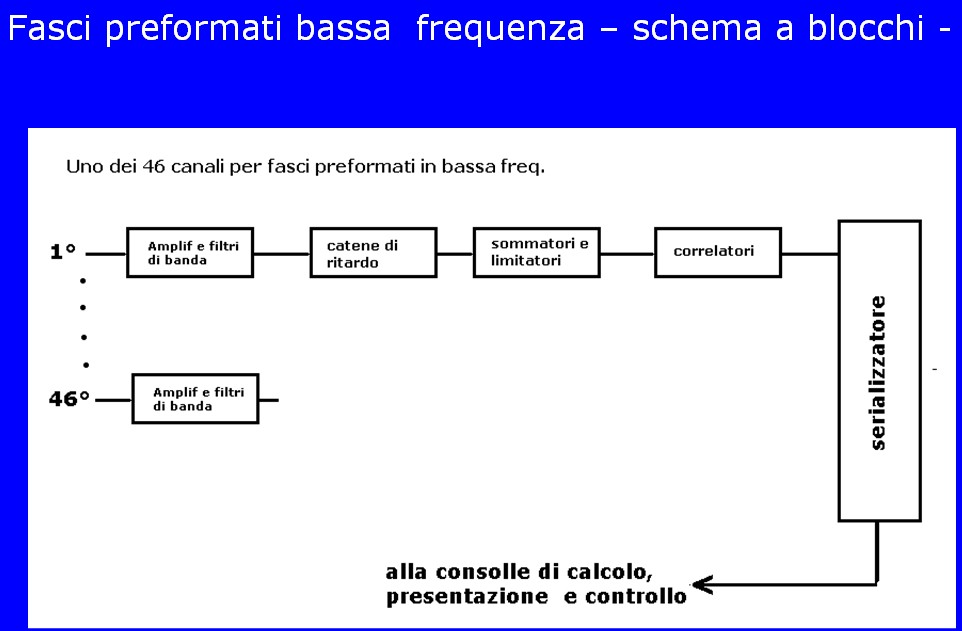
IPD70S- Fasci preformati in correlazione

Lo schema a blocchi dei circuiti per la formazione dei fasci preformati in correlazione è mostrato in figura:
Il sistema è dotato di 46 canali di amplificazione e filtraggio in banda {\displaystyle 200\ Hz\ -\ 3000\ Hz}, l'uscita di questi, opportunamente ritardata, è applicata a 72 ricevitori in correlazione le cui uscite sono scandite da un serializzatore elettronico, da questo l'invio dei dati alla consolle per la presentazione panoramica dello scenario subacqueo.
Dato il profilo della base conforme i segnali applicati ai ricevitori sono rimessi in coerenza da un insieme di strutture di ritardo analogiche.

##### Il complesso fasci preformati in alta frequenza

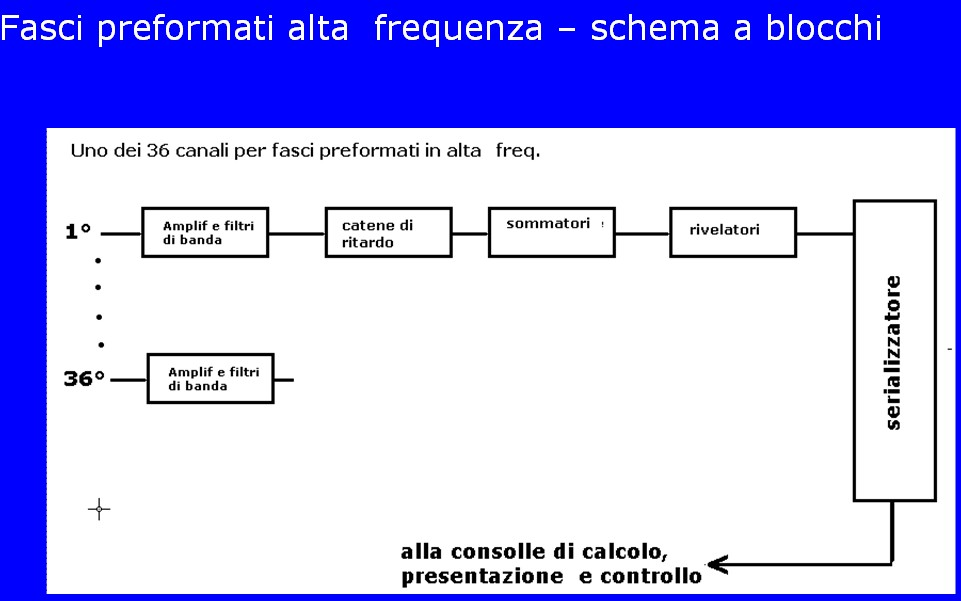
-IPD70S -Fasci preformati con rivelatori di energia

Lo schema a blocchi dei circuiti per la formazione dei fasci preformati in alta frequenza è mostrato in figura:
Il sistema è dotato di 36 canali di amplificazione e filtraggio in banda {\displaystyle 3000\ Hz\ -\ 16000\ Hz}, l'uscita di questi, opportunamente ritardata, è applicata a 36 rivelatori d'energia le cui uscite sono scandite da un serializzatore elettronico, da questo l'invio dei dati alla consolle per la presentazione panoramica dello scenario subacqueo.
I segnali applicati ai rivelatori sono rimessi in coerenza da un insieme di strutture di ritardo analogiche.
L'insieme dei 36 fasci preformati, prima della rivelazione d'energia, sono inviati alla consolle per la presentazione degli echi in fase di scoperta attiva.

##### Complesso di puntamento manuale a compensatore

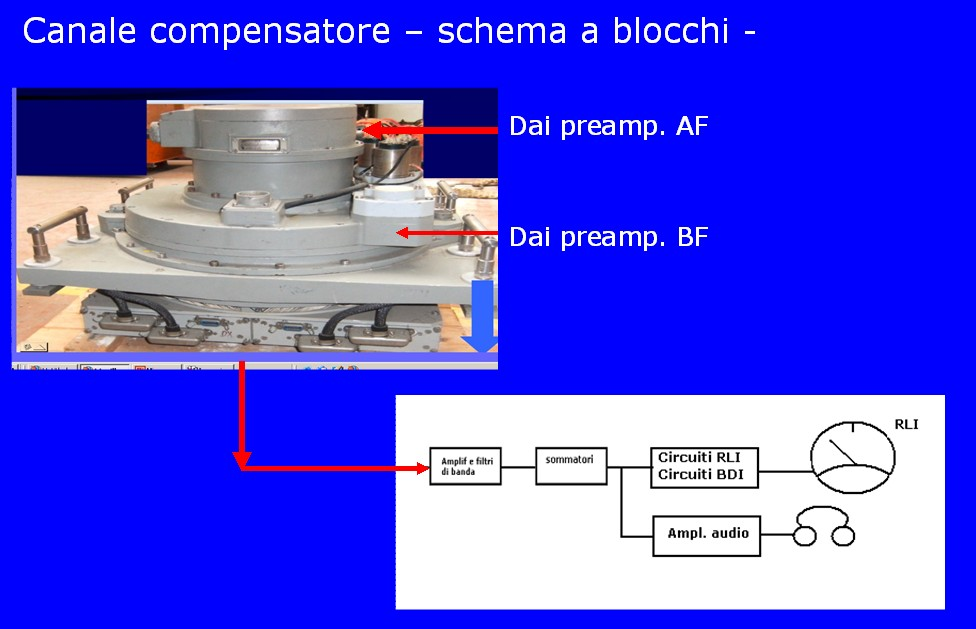
IPD70S -Sistema a compensatore

Il sistema a compensatore mostrato in figura è dotato di 2 canali di rimessa in coerenza di struttura molto complessa, uno per la bassa frequenza,  l'altro per l'alta frequenza; l'uscita di questa è applicata ad un insieme selezionabile di filtri di banda e da questi all'amplificatore che pilota sia l'altoparlante, sia le cuffie per l'operatore al sonar.
Altre funzioni sono sviluppate dal compensatore:
-Collimazione per RLI 
-Collimazione per BDI 
-Funzione di misura rapporto segnale/disturbo all'ingresso dei circuiti di correlazione
-Funzione d'inseguimento automatico
Il compensatore è comandato da apposito volantino sul fronte della consolle.

#### Unità di potenza per trasmissione impulsi

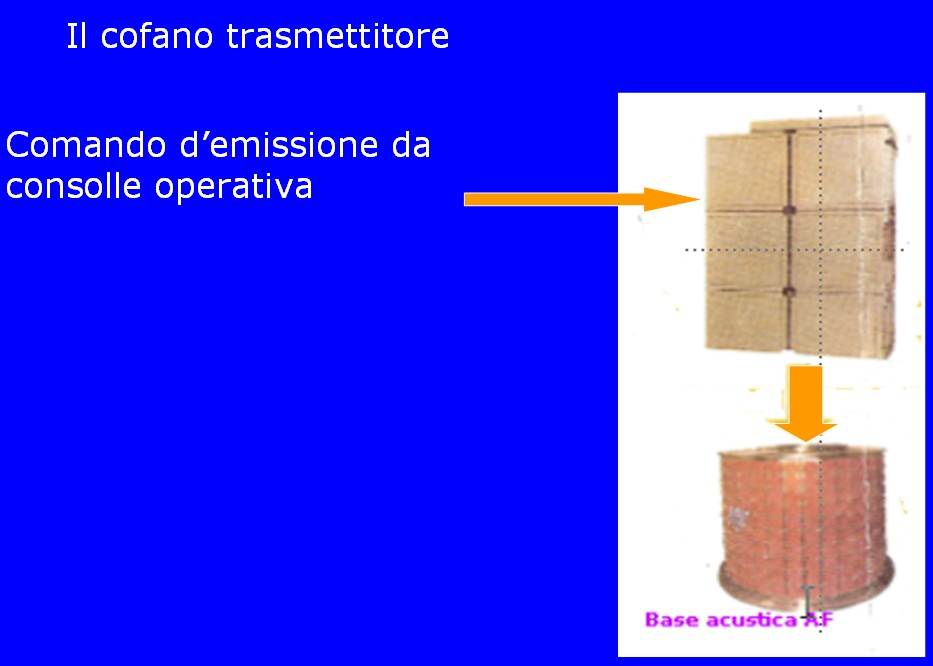
IPD70S - Cofano trasmettitore d'impulsi e base cilindrica d'emissione.

Una vista del trasmettitore è riportata in figura:
Il trasmettitore è costituito da alcune unità di potenza in grado di eccitare la base cilindrica affinché questa emetta impulsi alla pressione acustica voluta.
La trasmissione degli impulsi, a comando dell'operatore alla consolle, può avvenire in modalità direttiva o in modalità omnidirezionale .
In modalità direttiva si ha l'emissione degli impulsi al massimo del livello di pressione.
In modalità omnidirezionale la pressione generata dalla base è a livello inferiore dovendo distribuire tutta la potenza su di un arco di {\displaystyle 360}°

#### La consolle di comando e controllo

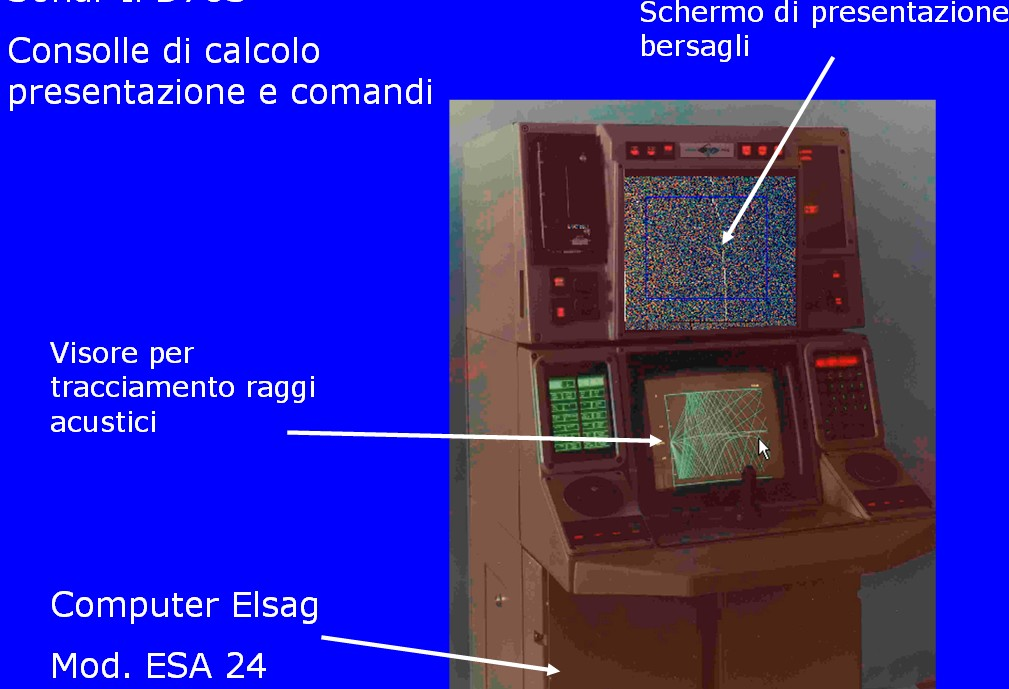
IPD70S - Consolle di comando e controllo

La consolle di comando e controllo delle funzionalità del sonar IPD70S è mostrata in figura:
Le molteplici funzioni esplicate dal sistema, governate dal computer ESA24 della Soc. ELSAG, erano:
- Presentazione video, con modalità a cascata, dello scenario subacqueo, sia per la funzione attiva, che per la funzione passiva; lo schermo video dedicato per tale compito è nella parte alta della consolle.
- Presentazione in coordinate cartesiane dei diagrammi relativi ai calcoli del percorso dei raggi acustici in mare; lo schermo dedicato è nella parte inferiore della consolle.
- Presentazione video della funzione BDI (in fase di emissione d'impulsi).
- Presentazione strumentale della funzione RLI (in fase di rilevamento a punteria di bersagli attivi)
- Presentazione numerica del rapporto segnale\disturbo (in fase di rilevamento a punteria di bersagli attivi)
- Misura della velocità dei bersagli passivi mediante analisi del doppler.
- Comando a mezzo volantino della punteria manuale; presentazione del valore angolare connesso.
- Sistema d'inserzione filtri di banda per ascolto del rumore dei bersagli in fase di punteria.
- Comandi per l'emissione impulsiva: omnidirezionale / direttiva / durata impulsi.  - Testi in pdf scaricabili direttamente